# Rómulo y Remo (Rubens)
Rómulo y Remo es un óleo realizado, entre 1615 y 1616, por el pintor flamenco Peter Paul Rubens. Sus dimensiones son de 210 × 212 cm, y se conserva en los Museos Capitolinos de Roma (Italia).

## Descripción
Fáustulo (a la derecha de la obra) descubre a Rómulo y Remo con la loba Luperca y un pájaro carpintero. También se encuentran presenciando el momento su madre, Rea Silvia y el dios del río Tíber.